# Papillaria catharinensis
Papillaria catharinensis är en bladmossart som beskrevs av Jean Édouard Gabriel Narcisse Paris 1905. Papillaria catharinensis ingår i släktet Papillaria och familjen Meteoriaceae. Inga underarter finns listade i Catalogue of Life.